# Christopher Connelly
Christopher Connelly (Wichita, 8 de setembro de 1941 - Burbank, 7 de dezembro de 1988) foi um ator americano.

## Filmografia selecionada
- Benji (1974)
- Manhattan Baby (1982)
- 1990: i guerrieri del Bronx (1982)
- I predatori di Atlantide (1983)
- Cobra Mission (1985)
- La leggenda del rubino malese (1985)
- Le miniere del Kilimangiaro (1986)
- Fox Trap (1986)
- Strike Commando (1986)
- La notte degli squali (1987)
- The Messenger (1987)
- Django 2 - Il grande ritorno (1987)